# Panamá nos Jogos Pan-Americanos
A participação do Panamá nos Jogos Pan-Americanos se deu desde a primeira edição do evento, em 1951, em Buenos Aires, Argentina.

## Quadro de medalhas
| Ano   | Sede             | Gold | Silver | Bronze | Total |
| ----- | ---------------- | ---- | ------ | ------ | ----- |
| 1951  | Buenos Aires     | 0    | 0      | 2      | 2     |
| 1955  | Cidade do México | 1    | 1      | 0      | 2     |
| 1959  | Chicago          | 0    | 4      | 4      | 8     |
| 1963  | São Paulo        | 0    | 1      | 3      | 4     |
| 1967  | Winnipeg         | 0    | 0      | 2      | 2     |
| 1971  | Cáli             | 1    | 1      | 4      | 6     |
| 1975  | Cidade do México | 0    | 2      | 2      | 4     |
| 1979  | San Juan         | 0    | 2      | 2      | 4     |
| 1983  | Caracas          | 0    | 0      | 1      | 1     |
| 1987  | Indianápolis     | 0    | 3      | 1      | 4     |
| 1991  | Havana           | 0    | 1      | 0      | 1     |
| 1995  | Mar del Plata    | 0    | 1      | 0      | 1     |
| 1999  | Winnipeg         | 0    | 1      | 1      | 2     |
| 2003  | Santo Domingo    | 0    | 0      | 2      | 2     |
| 2007  | Rio de Janeiro   | 1    | 1      | 0      | 2     |
| 2011  | Guadalajara      | 0    | 0      | 1      | 1     |
| 2015  | Toronto          | 0    | 1      | 1      | 2     |
| Total | Total            | 3    | 19     | 26     | 48    |